# 1609
1609 (MDCIX) je bilo navadno leto, ki se je po gregorijanskem koledarju začelo na četrtek, po 10 dni počasnejšem julijanskem koledarju pa na nedeljo.

## Dogodki
- - jezuiti ustanovijo državo v Paragvaju.

## Smrti
- 17. september - Judah Loew ben Bezalel, talmudski učenjak, mistik, matematik, astronom in filozof (* 1512/1520/1525 ali 1526)